# Namadi Sambo
Pour les articles homonymes, voir Sambo (homonymie).
Namadi Sambo, né en 1952 ou le 2 août 1954, est un homme d'État nigérian, membre du Parti démocratique populaire (PDP), parti au pouvoir depuis la restauration d'un gouvernement civil et démocratique en 1999.

## Biographie
Sambo est né à Zaria dans l'État de Kaduna. En 1972 il intègre l'université Ahmadu Bello et en sort diplômé en architecture en 1976. Il commence à travailler pour le gouvernement de l'État de Bauchi en 1976. En 1990, il quitte la fonction publique et commence à travailler pour son compte.
Il est nommé gouverneur de l'État de Kaduna en 2007. Il est alors relativement inconnu. En tant que gouverneur, il axe sa politique sur la sécurité, face aux violences religieuses et ethniques, mais ne parvient pas à concrétiser ses promesses de développement des réseaux routiers et d'accès aux services publics.
Le président Umaru Yar'Adua meurt en mai 2010. Le vice-président Goodluck Jonathan accède alors à la présidence et nomme Sambo au poste de vice-président de la République. Dans la tradition politique nigériane, le ticket présidentiel est composé d'une personnalité politique musulmane du nord du pays, tel Sambo, et d'un chrétien du sud, comme Jonathan. En outre, Sambo est décrit comme dénué des appuis politiques dont il pourrait avoir besoin pour briguer la tête du parti, face à Jonathan, avant la prochaine élection présidentielle ; sa nomination serait donc un choix 'sûr' pour Jonathan. Sa nomination est confirmée par chacun des deux chambres de l'Assemblée nationale le 18 mai et il est investi le 19.
Au niveau local, Sambo quitte donc le poste de gouverneur de Kaduna et laisse sa place au chrétien Patrick Yakowa. Ce changement confessionnel est source de tensions dans le subtil jeu politique de l'État.